# 奇梅克洛克河
奇梅克洛克河是俄羅斯的河流 （页面存档备份，存于），位於堪察加半島，河道全長約20公里，河水主要來自融雪和雨水，最終注入托爾巴奇克河，是虹鱒和遠東紅點鮭的棲息地。